# Allkpop
Allkpop — це американський вебсайт, який містить новини корейської поп-музики та пліток. Запущений 30 жовтня 2007 року, він базується в Еджвотері, Нью-Джерсі, і належить материнській компанії 6Theory Media. Allkpop є одним із найбільш відвідуваних сайтів новин K-pop, його читають понад сім з половиною мільйонів на місяць. У своєму списку корисних вебсайтів The Korea Herald назвали його «найшвидшою стрічкою новин» для K-pop.
Незважаючи на похвалу, деякі недоброзичливці звинуватили веб-сайт у розпалюванні расизму та ксенофобії щодо корейців і жителів Південно-Східної Азії, що посилюється економічними відмінностями між цими двома регіонами.
У 2013 році вебсайт було оновлено і прибрано розділ коментарів, щоб обмежити критику. До цього вебсайт був відомий своїми сенсаційними заголовками, які містили темний гумор і образи. Міжнародні фанати звинуватили вебсайт у навмисному підбиранні коментарів корейської фан-бази, яка відома своїми токсичними користувачами з відверто консервативним, шовіністичним і націоналістичним характером, на відміну від ліберально налаштованих фанатів корейської хвилі на заході. Таких токсичних корейських фанатів міжнародні користувачі принизливо назвали K-nets. У 2013 році фанати звинуватили вебсайт у витоку нібито оголених фотографій співачки Ейлі та закликали до бойкоту.